# Hypocambala orientalis
Hypocambala orientalis är en mångfotingart som först beskrevs av Carl 1912.  Hypocambala orientalis ingår i släktet Hypocambala och familjen Glyphiulidae. Inga underarter finns listade i Catalogue of Life.